# Montgomeryshire

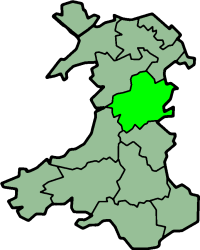
Montgomeryshire historiska utbredning i Wales.

Montgomeryshire (eller Maldwyn, walesiska Sir Drefaldwyn) är ett område i mellersta Wales, historiskt ett grevskap, med en yta av 2 064 kvadratkilometer. Sedan 1974 tillhör det Powys.
Östra delen genomkorsas av övre Severn med tillflöden, de bördiga dalgångarna är god odlingsmark. I övrigt upptas området av skog och betesmark. Historiskt har brytning av skiffer och byggnadssten varit betydande näringar, liksom blyutvinning.